# Arde Madrid
Arde Madrid (prononcé : [arˈðe maˈðɾið], Madrid brûle) est une série télévisée espagnole réalisée par Paco León et diffusée à partir du 8 novembre 2018 sur la plate-forme Movistar+ en Espagne. En France, elle est diffusée par France Télévisions.

## Synopsis
Dans les années 1960, Ana Mari est instructrice à la Sección Femenina de la phalange espagnole, affligée d'un pied bot causé par la poliomyélite. Elle est chargée d'espionner l'actrice Ava Gardner qui vit à Madrid, peu avant le tournage du film Les 55 Jours de Pékin à Las Rozas de Madrid. Elle entre à son service avec un certain Manolo, en se faisant passer pour un couple de domestiques. 
Entre la vie d'alcool et de drogues de la vedette de cinéma et les activités de contrebande au marché noir de Manolo, et à une époque où les barbituriques et les amphétamines sont en vente libre, la pure Ana Mari n'est pas au bout de ses peines.

## Distribution
- Inma Cuesta : Ana Mari
- Paco León : Manolo
- Debi Mazar : Ava Gardner
- Anna Castillo : Pilar
- Julián Villagrán : Floren
- Ken Appledorn : Bill Gallagher
- Osmar Núñez : Juan Domingo Perón
- Fabiana García Lago : Isabel Martínez de Perón
- Moreno Borja : Vargas
- Helena Dueñas : Rosario
- José Manuel Muñoz Cheto : Ezequiel
- Carmen Machi : Clara Pérez
- Chiqui Maya : Compadre
- Craig Stevenson : Samuel Bronston
- Miren Ibarguren : Lucero
- Brendan McNamee : Charlton Heston

Acteurs invités
- Melody : Carmen Sevilla
- Estefanía de los Santos : Campera
- Mariola Fuentes : Lola Flores
- Elena Furiase : Carmen Mateo
- Eugenia Martínez de Irujo : Cayetana de Alba
- Fanny Gautier : Aline Griffith
- Julieta Serrano : Tita
- Carmina Barrios : Sansona
- Silvia Tortosa : Julia
- Fernando Andina : Luis Figueroa
- Óscar de la Fuente : Señora Salamanca
- Julián Valcárcel : Ramón

## Fiche technique
- Création : Paco León et Anna R. Costa
- Réalisation : Paco León
- Scénario : Paco León, Fernando Pérez et Anna R. Costa
- Photographie : Pau Esteve Birba
- Montage : Alberto de Toro et Ana Álvarez Ossorio
- Musique : Ale Acosta
- Format : noir et blanc

## Production
La série est créée par Paco León et Anna R. Costa, couple marié à la vie. Elle leur demande un gros travail de recherche et d'écriture. Le choix de tourner en noir et blanc est déterminé dès le départ.
Le rôle d'Ava Gardner est confié à l'actrice américaine Debi Mazar. Les autres personnages principaux sont donnés à des acteurs reconnus en Espagne : Inma Cuesta a été consacrée par ses rôles dans La novia et Julieta, Anna Castillo couronnée du Prix Goya du meilleur espoir féminin, Julián Villagrán a été récompensé pour son rôle dans Groupe d'élite. Les époux Perón sont interprétés par des acteurs argentins. La duchesse d'Albe est interprétée par sa propre fille.
Le tournage a eu lieu à Madrid pour la plupart des lieux publics, sauf pour les maisons d'Ava Gardner et des Perón, remplacées par des villas de Las Rozas de Madrid. À l'occasion de la sortie de la série, la ville de Madrid organise un circuit touristique des lieux où se déroule la série, baptisé Ruta Arde Madrid.
L'idée d'une deuxième saison est envisagée puis abandonnée.

## Épisodes
1. Poco católica
2. I love mojama
3. Puta paya
4. Directo fiesta
5. Muy americana
6. Más flores que a la virgen
7. Dios es Dios y yo soy yo
8. What's autorización?

## Récompenses
- Prix Feroz 2019 : meilleure comédie, meilleure actrice pour Inma Cuesta, meilleur second rôle féminin pour Anna Castillo[3]
- Festival de la fiction TV de La Rochelle 2019 : prix de la meilleure série européenne[7]
- Festival de la Rose d'or 2019 : Rose d'or de la meilleure comédie ou du meilleur drame[8]

## Réception critique
« Comédie loufoque et gouailleuse en noir et blanc à la photographie très léchée, Arde Madrid révèle le choc des cultures entre une Espagne rétrograde, repliée sur elle-même, et des intellectuels étrangers perdus dans une course hédoniste folle », pour Le Figaro.
La critique de la Radio télévision suisse rapproche la série du cinéma de Pedro Almodóvar : « On ne peut s'empêcher de penser à l'Almodovar des débuts en regardant "Arde Madrid", avec son lot de situations absurdes, ses exagérations hispaniques, sa liberté sexuelle, ses caméos pop (même en noir et blanc) et sa mise en avant des désirs de femmes ». Elle cite également les avis de trois spécialistes qui soulignent son originalité.